# Jezioro Bochenkowe
Bochenkowe (in. Bochenek lub Czarne; hist. Gogoline) – niewielkie jezioro morenowe, śródleśno-bagienne w woj. wielkopolskim, w powiecie międzychodzkim, w południowo-wschodniej części gminy Kwilcz, w obrębie sołectwa Lubosz, położone około 5 km na zachód od Pniew i 850 m na południowy zachód od wioski Lubosz. Po drugiej stronie drogi powiatowej biegnącej z Lubosza do Chudobczyc, leży jezioro Lubosina.

## Dane morfometryczne
Powierzchnia zwierciadła wody według różnych źródeł wynosi od 5 przez 5,8 ha do 6 ha 

Głębokość maksymalna szacowana jest wg Geoportalu na 2 m. Inne źródła podają natomiast średnią głębokość 3 m, zaś maksymalną 6,5 m. 
 Zwierciadło wody położone jest na wysokości 95 m n.p.m..